# Piotr Komorowski (zm. XV w.)
Piotr Komorowski herbu Korczak (zm. 1476 lub przed 1484) – szlachcic polski w służbie polskiej i węgierskiej, starosta (żupan) liptowski, orawski i spiski, właściciel ziem żywieckich, hrabia, pan Likawy.

## Życiorys
Wywodził się prawdopodobnie z ruskiego rodu Korczaków. Jego ojcem był być może Stanisław z Komorowa, syn Dymitra. Informacje o pochodzeniu i imieniu ojca są niepewne źródłowo. W latach 40., a być może jeszcze 30., angażował się w służbie Władysława Warneńczyka. W 1441 był na służbie u stronnika Warneńczyka, Mikołaja Balickiego. Figuruje w źródłach jako podżupan orawski, był więc jednocześnie poddanym korony węgierskiej. W 1446 i 1447 uczestniczył, w porozumieniu z Janem Hunyadym, w zajazdach na posiadłości Jana Jiskry. W trakcie jednej z tych wypraw (na Bańską Bystrzycę) dostał się do niewoli. Następnie przez krótki czas wraz z bratem Mikołajem należał do stronnictwa Jiskry w kontrze do Jana Hunyadyego. Ok. 1450 bracia na powrót przeszli do stronnictwa Hunyadyego. Od lat 50. Piotr tytułował się żupanem liptowskim i orawskim. Posiadał znaczne tereny na pograniczu polsko-węgierskim i cieszył się dużą niezależnością; jego działalność miała niekiedy charakter samowolny, przez pewien czas był przez króla węgierskiego oficjalnie uznany za rozbójnika i wyjęty spod prawa. Angażował się w walkach o władzę na Węgrzech po śmierci Jana Hunyadyego.
W 1460 brał udział w wyprawie polskiej przeciwko Włodkowi i Borzywojowi Skrzyńskim z Turzej Góry, pod dowództwem starosty krakowskiego Marcina Pieniążka z Witowic. Wyprawę tę relacjonuje Jan Długosz w swojej kronice. Zakończyła się ona sukcesem, podobnie jak następna, przeprowadzona w 1462. Około 1465 Żywiec i Barwałd, dotychczas pod panowaniem Skrzyńskich, dostały się pod władanie Kazimierza Jagiellończyka. Ten dwa lata później przekazał Żywiec wraz z przyległymi osadami Komorowskiemu w dziedziczne posiadanie (zdaniem F. Lenczowskiego przekazanie nastąpiło w 1471).
W 1469 otrzymał od Macieja Korwina (którego poddanym był z racji urzędowania na włościach lipowskich i orawskich) tytuł hrabiowski. Jednocześnie należał do bliskiego otoczenia króla Kazimierza Jagiellończyka; jego poprzednik, Władysław Warneńczyk, powierzył Komorowskiemu starostwo spiskie.
W 1471, podczas konfliktu polsko-węgierskiego, Komorowski dochował wierności wobec Jagiellonów. W wyniku tego Maciej Korwin pozbawił go władzy na Orawie i Liptowie. W związku z tym Komorowski przeniósł swoją siedzibę do Żywca. Król Polski, aby wynagrodzić szkody swojemu poddanemu, przekazał mu dochody z Barwałdu i Szaflar oraz kilka innych uposażeń. W 1474 Komorowski przejął zamek barwałdzki wraz z przyległościami z rąk dotychczasowego właściciela, Przecława z Dmoszyc. Przejściowo sprawował też władzę nad Nowym Targiem. Był właścicielem zamków w Żywcu, Barwałdzie i Szaflarach.
Według starszych opracowań zmarł pod koniec 1476, a dobra żywieckie i barwałdzkie wraz z zamkami przejął po nim brat Mikołaj. Piotr Komorowski miał trzech synów: Aleksandra, Piotra i Jana (dwaj pierwsi umarli jeszcze za życia ojca), oraz dwie córki: Zofię i Elżbietę.  Rodzina Komorowskich sprawowała kontrolę nad ziemiami żywieckimi do 1624. Poza Mikołajem miał jeszcze jednego brata, Marcina.
Według ustaleń historyków Stanisława Sroki i Grzegorza Żabińskiego datę śmierci Piotra Komorowskiego należy przesunąć do lat 80. XV wieku. Dowiedli oni, że żył on na Węgrzech i władał zamkiem Blatnica; tam miał umrzeć przed 1484. 
W kościele parafialnym w Żywcu znajduje się poświęcone mu epitafium